# NBA Live 07
NBA Live 07 je košarkarska videoigra, ki jo je leta 2006 izdala založba EA Sports za Xbox, Xbox 360, PlayStation 2, PlayStation Portable in PC.
Na ovitku je Tracy McGrady iz Houston Rocketsov.
| Konfiguracija      | Konfiguracija                                                   |
| ------------------ | --------------------------------------------------------------- |
| Operacijski sistem | Windows 98 SE/Me/2000/XP                                        |
| CPU                | 1,3 GHz                                                         |
| Pomnilnik          | 256 MB                                                          |
| Grafična kartica   | 3D grafična kartica s 64 MB pomnilnika                          |
| Zvočna kartica     | Združljiva s standardom DirectX 9.0c                            |
| Drugo              | 3,7 GB prostora na trdem disku miška, tipkovnica, enota DVD Rom |

## Klubi
V igri je 40 klubov, ki jih lahko igralec izbere za večigralski način, sezono in navadno tekmo.
- Adidas
- Atlanta Hawks
- Boston Celtics
- Charlotte Bobcats
- Chicago Bulls
- Cleveland Cavaliers
- Dallas Mavericks
- Denver Nuggets
- Detroit Pistons
- Golden State Warriors
- Houston Rockets
- Indiana Pacers
- Los Angeles Clippers
- Los Angeles Lakers
- Memphis Grizzlies
- Miami Heat
- Milwaukee Bucks
- Minnesota Timberwolves
- New Jersey Nets
- New Orleans Hornets
- New York Knicks
- Orlando Magic
- Philadelphia 76ers
- Phoenix Suns
- Portland Blazers
- Sacramento Kings
- San Antonio Spurs
- Seattle Sonics
- Toronto Raptors
- Utah Jazz
- Washington Wizards
- Zahodna konferenca (NBA)
- Vzhodna konferenca (NBA)
- 1950's All-Stars
- 1960's All-Stars
- 1970's All-Stars
- 1980's All-Stars
- 1990's All-Stars
- All-Stars International
- Euro All-Stars